# Ngụy Kỹ
Ngụy Kỹ (chữ Hán: 魏錡) là một nhân vật lịch sử của nước Tấn thời Xuân Thu trong lịch sử Trung Quốc. Ông cũng được xem là một nhân vật trong điển tích "kết cỏ ngậm vành" trong điển cố dân gian Trung Quốc.

## Cuộc đời
Ngụy Kỹ là con trai Ngụy Vũ tử Ngụy Sưu. Năm sinh và năm mất của ông không rõ. Một số tài liệu lịch sử chép ông là anh trai Ngụy Điệu tử Ngụy Khỏa, nhưng trong điển cố "kết cỏ ngậm vành" thì ông là em trai.
Ngụy Kỹ nguyên họ Cơ, thuộc dòng công thất nhà Chu, do tổ tiên được phong ở đất Ngụy nên lấy Ngụy làm họ. Nguyên tên là Ngụy Kỹ, sau được truy thụy là Vũ (武). Do Ngụy Kỹ từng được phong đất ăn lộc ở 2 ấp Lữ, Trù, nên còn được gọi là Trù Vũ tử (厨武子), Trù tử (厨子), Lữ Kỹ (呂錡).

## Trận chiến ở đất Bật
Năm 597 TCN, Tấn Cảnh công sai Tuân Lâm Phủ giữ chức Trung quân nguyên soái dẫn binh giao chiến với quân Sở tại đất Bật.

## Điển tích "kết cỏ"
Bấy giờ Tấn Cảnh Công sai Ngụy Khỏa đi theo đại tướng Tuân Lâm Phủ đem quân đánh chiếm thành trì nước Lỗ, sau khi vào được thành thì Tuân Lâm Phủ về trước còn Ngụy Khỏa được cử ở lại đóng giữ. Lúc bấy giờ Tần Hoàn Công thấy nước Lỗ nguy cấp bèn sai đại tướng Đỗ Hồi phát binh cứu trợ, Đỗ Hồi to khỏe nên chiến đấu rất hăng khiến Ngụy Khỏa không chống nổi phải rút vào thành cố thủ chờ viện binh. Vua Tấn hay tin phái Ngụy Kỹ đến thành nước Lỗ giúp Ngụy Khỏa phá vây, thế nhưng 2 anh em phối hợp kẻ trong đánh ra người ngoài đánh vào mà cũng không phải là đối thủ của Đỗ Hồi. Ngụy Kỹ cùng anh lại chạy vào thành đóng chặt cổng thương nghị kế sách ứng phó, hai người bàn luận phân tích chán cũng chẳng thể nghĩ ra cách nào để vô hiệu hóa được cây búa Khai Sơn trong tay viên tướng Bạch Địch đó.
Trong lúc mệt mỏi thiu thiu ngủ thì Ngụy Khỏa chợt thấy có 1 ông già đầu râu tóc bạc hiện lên nhắc đi nhắc lại 3 từ "thanh thảo pha", sáng dậy Ngụy Khỏa kể lại giấc mộng này cho Ngụy Kỹ nghe mà vẫn lấy làm lạ lắm. Bất chợt Ngụy Kỹ nhớ ra cách thành này mấy chục dặm có vùng gọi là "thanh thảo pha" bèn nói với anh, 2 anh em đoán chắc có thần tiên giúp đỡ mình chăng nên mới nhắc đi nhắc lại như vậy. Lập tức Ngụy Kỹ dẫn thuộc hạ đến vùng đồng cỏ ấy mai phục còn Ngụy Khỏa lên ngựa ra trước doanh trại quân Tần khiêu chiến, hai bên đấu được vài hiệp thì Ngụy Khỏa bỏ chạy một mạch đến chỗ "thanh thảo pha". Đỗ Hồi cậy khỏe xách búa quất ngựa đuổi theo rất gắt gao, khi chạy đến "thanh thảo pha" thì bất ngờ quân Tấn phục kích từ 4 hướng ập đến. Đỗ Hồi một mình tả xung hữu đột chém giết quân Tấn nhiều vô kể, đang chiến đấu hăng thì bỗng nhiên ngựa của viên tướng này vướng phải cỏ dài quấn vào chân lên ngã chổng vó lăn kềnh ra. Quân Tấn ùa vào bắt sống Đỗ Hồi rồi đóng cũi cho vào từ xa giải về thành nước Lỗ, về đến nơi Ngụy Khỏa chẳng cần hỏi han hạ lệnh chặt đầu viên tướng này ngay để trừ hậu họa.
Tối hôm ấy Ngụy Khỏa lại nằm mơ thấy ông già hôm trước hiện ra nói rằng ông ấy trả ơn vì đã không chôn sống con gái lão là nàng Tố Cơ, ông lão cho biết các cọng cỏ đó là do ông lão hiện thân kết lại để vướng chân ngựa của Đỗ Hồi làm y ngã đó. Sáng ra Ngụy Khỏa lại tường thuật lại giấc chiêm bao trên cho Ngụy Kỹ, hai anh em hồi tưởng lại chuyện cũ mới vỡ lẽ ông già nọ là cha của nàng Tố Cơ. Nàng Tố Cơ nói trên chính là ái thiếp của cha 2 người là Ngụy Sưu, sinh thời Ngụy Sưu rất yêu quý nàng ấy và có dặn lại các con rằng nếu cha mất thì đem nàng ấy gả cho gia đình quyền quý để nàng khỏi phải vất vả quãng đời còn lại. Nhưng đến lúc lâm chung trong cơn hấp hối Ngụy Sưu lại dặn khi nào cha chết hãy đem theo Tố Cơ chôn sống theo cha, tuy nhiên Ngụy Khỏa đã không nghe lời cha mà sau 3 năm mãn tang đã gả Tố Cơ cho một gia đình danh vọng ở nước Tấn lúc bấy giờ. Ngụy Ý lúc đó thắc mắc với Ngụy Khỏa rằng tại sao anh lại làm trái lời trăng chối của cha, Ngụy Khỏa giải thích vì lời nói lúc tỉnh táo mới là lời nói thật tự đáy lòng còn lời nói khi hấp hối thì lúc ấy đầu óc đã bị lẫn thần trí đâu còn minh mẫn nên không thể nghe.
Trận đánh này tuy chiến tích do Ngụy Khỏa làm chủ tướng nhưng Ngụy Kỹ lại là nhân vật quan trọng lập công đầu, bởi Ngụy Kỹ là người biết đến vùng "thanh thảo pha" kia và chính ông là người đưa quân mai phục để bắt Đỗ Hồi vậy.